# Djamila Ribeiro
Djamila Taís Ribeiro dos Santos (Santos, 1 de agosto de 1980) es una feminista, periodista y filósofa negra brasileña. 

## Trayectoria
Estudió filosofía política en la Universidad Federal de São Paulo (UNIFESP). En su tesis de grado investigó el trabajo de Simone de Beauvoir y Judith Butler. Trabaja como editora para el semanario Carta Capital. En mayo de 2016, fue nombrada Vicesecretaria de Derechos Humanos y Asuntos de Ciudadanía en el gobierno municipal de São Paulo y se unió a la administración del alcalde y futuro candidato presidencial Fernando Haddad.
Escribió el prefacio del libro Mujeres, raza y clase de la filósofa feminista negra Angela Davis para la traducción y primera edición en portugués de Brasil. Ribeiro ha colaborado con Davis en varias ocasiones. Ribeiro también es bloguera y activista en línea. Habló como representante de la sociedad civil en la Conferencia de Brasil en la Universidad de Harvard en 2018. Se identifica como miembro de la comunidad Candomblé, una tradición religiosa afrobrasileña. Ha escrito sobre cómo las mujeres sanadoras tradicionales en la comunidad africana fueron retratadas como brujas por la sociedad europea occidental.

## Publicaciones
- O que é lugar de fala? (2017) (¿Qué es el lugar de enunciación? )
- Quem tem medo do feminismo negro? (2018) (¿Quién teme al feminismo negro?)
- Pequeno manual antirracista (2019) (Un pequeño manual antirracista.)[10][11]